# Michael Hoàng Đức Oanh
Micae (dt. Michael) Hoàng Đức Oanh (* 23. Oktober 1938 in Hà Tây, Vietnam) ist ein römisch-katholischer Geistlicher und emeritierter Bischof von Kontum.

## Leben
Michael Hoàng Đức Oanh empfing am 22. Dezember 1968 die Priesterweihe für das Bistum Kontum.
Papst Johannes Paul II. ernannte ihn am 16. Juli 2003 zum Bischof von Kontum. Der Altbischof von Kontum, Pierre Trân Thanh Chung, spendete ihm am 28. August desselben Jahres die Bischofsweihe; Mitkonsekratoren waren Paul Nguyên Van Hòa, Bischof von Nha Trang, und Pierre Nguyên Soan, Bischof von Qui Nhơn.
Am 7. Oktober 2015 nahm Papst Franziskus seinen altersbedingten Rücktritt an.